# Vampire Killer
Vampire Killer (1986) es un videojuego de la serie Castlevania, producido por Konami y distribuido en Japón, Europa y Brasil para la computadora MSX2. Su título original en japonés es Akumajō Dracula (悪魔城ドラキュラ Akumajō Dorakyura, traducido literalmente como Devil's Castle Dracula).
La trama del juego es la misma que la de Castlevania de NES (aunque tampoco forma parte de la cronología oficial). Simon Belmont vuelve a empuñar el Vampire Killer para aventurarse dentro del castillo y derrotar al Conde Drácula, restaurando –una vez más– la paz en la tierra de Transilvania.
Vampire Killer fue el segundo videojuego sacado al mercado de la saga Castlevania ya que Akumajō Dracula (Castlevania fuera de Japón) se había publicado para el periférico Famicom Disk System de la videoconsola Famicom el 26 de septiembre de 1986. Sin embargo -aun siendo el segundo juego sacado- fue el primero en ser lanzado fuera del mercado japonés (aunque solo salió en Europa pero no en América), explicando por qué algunos jugadores pensaron que era el primero de la saga.

## Jugabilidad
Vampire Killer estaba visto como el único en la saga Castlevania que contenía varios rasgos no vistos en otros juegos que fueron expuestos para ser las nuevas versiones del juego original. 
Por ejemplo, para progresar en el juego, era necesario adquirir "llaves maestras" ocultadas en varios cuartos dentro del castillo del juego, para abrir accesos a otras áreas. 
Otras llaves tenían la utilidad de abrir "Cofres del tesoro", que contenían objetos útiles, como botas de velocidad y objetos de protección.
Los comerciantes o mercaderes pueden encontrarse a lo largo del camino (inclusive derribando paredes con el látigo), vendiendo materiales o objetos para potenciar las habilidades del jugador.
Aun teniendo estas nuevas características, el mapeado y la música seguían siendo los originales -con pocas variaciones- respecto a las otras entregas anteriores y posteriores que saldrían a la venta.

## Características
Los rasgos de Vampire Killer aparecieron nuevamente en la presentación de Castlevania II: Simon's Quest, en 1988, y Castlevania: Symphony of the Night, en 1997. 
Al igual que en muchos otros títulos de MSX como Metal Gear o Contra, la acción tiene lugar pantalla a pantalla (sin scroll), de forma similar a The Legend of Zelda para la consola NES (Nintendo Entertainment System).

## Historia
El Castillo Satánico de Drácula
¡El Diablo vive otra vez - nacido de nuevo como Drácula!
Emociones y suspenso en una gran aventura.
¡Esta noche no conseguirás dormir!
Drácula ha regresado de nuevo. 
Nos situamos en un antiguo castillo del pequeño mundo europeo de Transilvania. 
Simon Belmont, el héroe más popular de la saga Castlevania, hará frente a los peligros que acechan cada rincón del enorme castillo del Conde.
"Alrededor de los siglos XII y XIII, una ciudad fue fundada en Europa por inmigrantes germanos después del derrumbamiento de su ciudad natal. 
Allí dentro, poco antes del siglo X, la ciudad germánica mencionada, en Transilvania, era incapaz de defenderse.
Desde tiempos antiguos, la gente transilvana hablaba sobre "la leyenda del héroe Christopher". 
Una vez cada cien años, enemigos recurren a la resurrección del vampiro Drácula encerrado en la Torre de Colbert, donde este fue sellado por el héroe legendario. 
Y exactamente cien años han pasado desde el sellado de Drácula en la Torre de Colbert.
Durante una noche de Pascua, nubes siniestras cubren el cielo cuando una tormenta acecha en la oscuridad.. el Mal ha vuelto. 
La ciudad ha sido demolida por malos espíritus y paganos. 
Para solucionar esta crisis, Simon Belmont, un descendiente de Christopher, empuñando el Vampire Killer, el látigo encantado heredado de su padre, dirige su rumbo al castillo del Conde Drácula frecuentado por los malos espíritus para poner fin nuevamente a la amenaza.